# Evan Carstens
Pour les articles homonymes, voir Carstens.
Evan Carstens (né le 2 novembre 1990) est un coureur cycliste sud-africain, spécialiste de la piste.

## Palmarès sur piste

### Championnats d'Afrique
- Durban 2017
  -  Champion d'Afrique de vitesse par équipes (avec Bernard Esterhuizen et Clint Hendricks)
  -  Médaillé d'argent de la poursuite par équipes
  -  Médaillé d'argent de la course aux points
  -  Médaillé d'argent de l'américaine
  -  Médaillé d'argent de l'omnium
  -  Médaillé de bronze du scratch

### Championnats nationaux
- 2011
  - 2e du championnat d'Afrique du Sud de l'américaine
  - 2e du championnat d'Afrique du Sud de vitesse par équipes
  - 3e du championnat d'Afrique du Sud de poursuite par équipes
- 2012
  - 2e du championnat d'Afrique du Sud de l'omnium
  - 3e du championnat d'Afrique du Sud de course aux points
- 2013
  - 2e du championnat d'Afrique du Sud de l'omnium
  - 3e du championnat d'Afrique du Sud de course aux points
  - 3e du championnat d'Afrique du Sud de scratch
- 2017
  - 2e du championnat d'Afrique du Sud de poursuite par équipes
  - 2e du championnat d'Afrique du Sud de vitesse par équipes
  - 2e du championnat d'Afrique du Sud de course à élimination
  - 3e du championnat d'Afrique du Sud de course aux points

## Classements mondiaux
| Année           | 2017 |
| --------------- | ---- |
| UCI Africa Tour | 128e |